# Scranton (Kansas)
Scranton és una població dels Estats Units a l'estat de Kansas. Segons el cens del 2000 tenia 724 habitants.

## Demografia
Segons el cens del 2000, Scranton tenia 724 habitants, 263 habitatges, i 181 famílies. La densitat de població era de 261,3 habitants/km².
Dels 263 habitatges en un 35,7% hi vivien nens de menys de 18 anys, en un 53,2% hi vivien parelles casades, en un 10,3% dones solteres, i en un 30,8% no eren unitats familiars. En el 25,1% dels habitatges hi vivien persones soles el 12,9% de les quals corresponia a persones de 65 anys o més que vivien soles. El nombre mitjà de persones vivint en cada habitatge era de 2,75 i el nombre mitjà de persones que vivien en cada família era de 3,34.
Per edats la població es repartia de la següent manera: un 31,9% tenia menys de 18 anys, un 7,3% entre 18 i 24, un 29,7% entre 25 i 44, un 19,5% de 45 a 60 i un 11,6% 65 anys o més.
L'edat mediana era de 33 anys. Per cada 100 dones de 18 o més anys hi havia 94,1 homes.
La renda mediana per habitatge era de 37.794 $ i la renda mediana per família de 40.521 $. Els homes tenien una renda mediana de 31.364 $ mentre que les dones 22.083 $. La renda per capita de la població era de 15.210 $. Entorn del 8,3% de les famílies i l'11,9% de la població estaven per davall del llindar de pobresa.

## Poblacions més properes
El següent diagrama mostra les poblacions més properes.